# Foje
A Foje Litvánia egyik legsikeresebb és legismertebb rockcsapata volt.

## Története
A Fojét a mai Antakalnis Középiskolában Vilniusban Andrius Mamontovas, Arnoldas Lukošius és Darius Tarasevičius alapította meg 1983-ban Sunki Muzika ("Kemény Zene") néven. Pár hónappal később Algis Kriščiūnas is csatlakozott a csapathoz. 1984-ben átnevezték Fojére (ami szó szerint előszobát jelentett). Története során a tagság többször cserélődött, de így is több mint 10 lemezt tudtak kiadni. 
A csoport több hírességtől is kölcsönzött dallamokat, melyek között ott volt a the Stranglers hangja, valamint az 1980-as évek post-punk mozgalma (például a Depeche Mode híres hangsora a Foje 1989-es elektronikás Žodžiai į Tylą lemezén). Ezek a külső hatások jól keveredtek a banda vezetőjének, Andrius Mamontovasnak a komor, kétségbeesett szövegeivel.
1997-ben a banda három búcsúkoncertet adott Klaipėda, Kaunas és Vilnius városaiban, ahol a vilniusi koncerten május 17-én a Vingis Parkban több mint 60.000 ember vett részt. A feloszlás után Mamontovas szóló karrierbe kezdett.
2000-ben a média szakemberei a XX- század 20 legjobb litván dala közé beválasztották a csapat két dalát, melyek a  "Laužo šviesa" ("A máglya fénye") (1986) és a "Meilės nebus per daug" ("Nem lesz ott túl sok szerelem") (1994).

## Tagok
- Andrius Mamontovas (1983–1997) – Vokál, gitár, dob, billentyűsök
- Arnoldas Lukošius (1983–1989, 1992–1997) – Billentyűsök, harmonika
- Algimantas Kriščiūnas  (1983–1985, 1992–1997) - Dob
- Darius Burokas (1986–1988, 1990–1997) – Basszus, billentyűsök
- Darius Tarasevičius (1983–1985) - Basszus
- Romas Rainys (1985–1988) Bass, Gitár
- Eugenijus Pugačiukas (1985–1991) - Dobok
- Saulius Valikonis (1986–1988, 1989–1991) - Szaxofon
- Gediminas Simniškis (1988–1989) - Basszus
- Jaunius Beinortas (1988–1989) - Gitár
- Robertas Meržvinskas (1988–1989) - Szaxofon
- Robertas Griškevičius (1989–1990) - Billentyűsök

## Diszkográfia
- 1989 - Geltoni krantai  (MC)
- 1990 - Žodžiai į tylą  (LP, MC)
- 1991 - Gali skambėti keistai  (LP, CD, MC) –Az első CD Litvánia zenei történetében
- 1992 - Kitoks pasaulis (LP, CD, MC)
- 1993 - Vandenyje  (LP, CD, MC)
- 1994 - Tikras garsas (MC)
- 1994 - M-1 (CD, MC)
- 1994 - Aš čia esu  (MC)
- 1994 - Aš čia esu (LP Picture Disc)
- 1995 - Kai perplauksi upę  (CD, MC)
- 1995 - Live On The Air (MC)
- 1996 - 1982 (MC, CD)
- 1997 - The Flowing River EP (CD)
- 1997 - Mokykla  (MC)
- 1999 - Vilnius - Kaunas - Klaipėda (CD, MC)
- 2002 - Paveikslas (CD, MC)
- 2006 - Kita paveikslo pusė  (CD)
- 2013 - AM+FOJE=30  (CD)

## Külső hivatkozások
- A Foje hivatalos honlapja Archiválva 2021. május 14-i dátummal a Wayback Machine-ben